# Poul-Erik Høyer Larsen
Poul-Erik Høyer Larsen (Helsinge, 20 september 1965) is een Deens voormalig badmintonspeler. Hij is voormalig olympisch, Europees en Deens kampioen en won daarnaast verscheidene open kampioenschappen. Hij wordt beschouwd als een van de beste Deense badmintonners.

## Levensloop
Høyer Larsen deed namens Denemarken mee aan de Olympische Spelen in 1992 (Barcelona) en aan de Olympische Spelen in 1996 (Atlanta). In 1992 startte Høyer Larsen in Groep 2 en had een bye in de eerste ronde. In de tweede ronde stond hij tegenover de Japanner Fumihiko Machida. Deze match won hij met 15-2 en 15-4. In de derde ronde nam hij het op tegen Chan Kin Ngai, uit Hongkong. Ook deze partij won hij in twee sets, 15-10 en 15-5. Hierdoor ging hij door naar de kwartfinale, tegen Ardy Wiranata (Indonesië). Deze partij verloor hij met 15-10 en 15-12. In 1996 had hij ook een bye in de eerste ronde en nam het in de tweede ronde op tegen Vladislav Druzchenko uit Oekraïne. De wedstrijd ging in twee sets (15-7 en 15-6) naar de Deen, die daardoor door ging naar de derde ronde. Hierin versloeg hij de Maleisiër Ong Ewe Hock met 17-14 en 15-9. In de kwartfinale moest hij tegen de olympisch kampioen uit 1992, Alan Budikusuma (Indonesië). Dit won hij met 15-11 en 15-6. Ook de halve finale, tegen Heryanto Arbi (tevens Indonesië), won hij met 15-11 en 15-6, waardoor hij de finale bereikte. Hierin moest hij het opnemen tegen Dong Jiong, uit China. Høyer Larsen won met 15-12, 15-10 de olympische titel, een van de vier gouden medailles die Denemarken won op Spelen van '96.
Høyer Larsen deed zesmaal mee aan de Europese kampioenschappen badminton in het enkelspel. De eerste keer, in 1990, won hij brons. Van 1992 tot 1996 wist hij driemaal achter elkaar het goud te winnen. In 1992 ging dat ten koste van zijn landgenoot, Thomas Stuer-Lauridsen. In 1994 won hij in de finale van de Zweed Tomas Johansson en in 1996 won hij van de Deen Peter Rasmussen. In 1998 won hij brons. In 2000 bereikte hij weer de finale, maar verloor ditmaal van Peter Gade (Denemarken). In 1996 deed Høyer Larsen met Denemarken mee aan de Thomas Cup, ook wel bekend als de World Men's Team Championships (officieus). Ze wisten eerste te worden in Groep B door overwinningen op Zuid-Korea (3-2), Maleisië (4-1) en Hongkong (5-0). In de kwartfinale namen ze het op tegen China, na een 3-2-overwinning werd er in de finale verloren van Indonesië met 5-0. Poul-Erik Høyer Larsen verloor in die partij van Joko Suprianto met 18-14 en 15-8.
In 2010 werd hij verkozen tot voorzitter van Badminton Europe. Hij volgde in deze hoedanigheid zijn landgenoot Tom Bacher op. Hij vervulde deze functie tot hij in 2013 de Zuid-Koreaan Kang Young-joong opvolgde als voorzitter van de Badminton World Federation (BWF). Aan het hoofd van Badminton Europe werd hij opgevolgd door de Portugees João Matos, die deze functie  waarnam tot de aanstelling van de Belg Gregory Verpoorten. In september 2020 werd bekend dat Høyer Larsen leidt aan Parkinson.

## Palmares
- 6 maal winnaar mannen-enkelspel Denmark Open (1988, 1990, 1993, 1994, 1995 en 1999)
- 1 maal winnaar mannen-enkelspel Badminton op de Olympische Zomerspelen (1996)
- 3 maal winnaar mannen-enkelspel Europese Kampioenschappen Badminton (1992, 1994 en 1996)
- 4 maal winnaar mannen-enkelspel Dutch Open (1987, 1991, 1993 en 1994)
- 2 maal winnaar mannen-enkelspel German Open (1991 en 1994)
- 2 maal winnaar mannen-enkelspel All England (1995 en 1995)
- 1 maal winnaar mannen-enkelspel Belgian International (1988)
- 1 maal winnaar mannen-enkelspel Czechoslovakian Open (1985)
- 1 maal winnaar mannen-enkelspel Nordic Championships (1990)
- 1 maal winnaar mannen-enkelspel Swedish Open (1992)
- 1 maal winnaar mannen-enkelspel Copenhagen Masters (1996)
- 1 maal winnaar mannen-enkelspel Russian Open (1997)

## Medailles op Olympische Spelen en wereldkampioenschappen
| Logo van de Olympische Spelen | Onderdeel        | Resultaat |
| ----------------------------- | ---------------- | --------- |
| 1996                          | Mannen enkelspel | Goud      |
| WK                            | Onderdeel        | Resultaat |
| 1995                          | Mannen enkelspel | Brons     |
| 1997                          | Mannen enkelspel | Brons     |
| 1999                          | Mannen enkelspel | Brons     |

1992: Alan Budikusuma ·
1996: Poul-Erik Høyer Larsen ·
2000: Ji Xinpeng ·
2004: Taufik Hidayat ·
2008: Lin Dan ·
2012: Lin Dan ·
2016: Chen Long ·
2020: Viktor Axelsen ·
2024: Viktor Axelsen